# Prescott (Arkansas)
Prescott es una ciudad ubicada en el condado de Nevada en el estado estadounidense de Arkansas. En el Censo de 2010 tenía una población de 3296 habitantes y una densidad poblacional de 193,96 personas por km².

## Geografía
Prescott se encuentra ubicada en las coordenadas 33°48′16″N 93°23′28″O / 33.80444, -93.39111. Según la Oficina del Censo de los Estados Unidos, Prescott tiene una superficie total de 16.99 km², de la cual 16.87 km² corresponden a tierra firme y (0.72%) 0.12 km² es agua.

## Demografía
Según el censo de 2010, había 3296 personas residiendo en Prescott. La densidad de población era de 193,96 hab./km². De los 3296 habitantes, Prescott estaba compuesto por el 46.27% blancos, el 49.94% eran afroamericanos, el 0.27% eran amerindios, el 0.09% eran asiáticos, el 0.03% eran isleños del Pacífico, el 1.7% eran de otras razas y el 1.7% pertenecían a dos o más razas. Del total de la población el 2.91% eran hispanos o latinos de cualquier raza.